# Wahlenbergia angustifolia
Wahlenbergia angustifolia (tiếng Anh còn gọi là Small Bellflower) là một loài thực vật thuộc họ Campanulaceae. Đây là loài đặc hữu của Saint Helena. Môi trường sống tự nhiên của chúng là vùng nhiều đá. Nó đang nguy cấp do mất môi trường sống.